# Wutzkyallee (métro de Berlin)
Wutzkyallee est une station de la ligne 7 du métro de Berlin en Allemagne. Elle est située dans le quartier de Gropiusstadt, de l'arrondissement de Neukölln.

## Situation
La station est établie sous la place Rotraut-Richter, à l'intersection avec la Wutzkyallee, entre Lipschitzallee à l'ouest, en direction de Rathaus Spandau, et Zwickauer Damm à l'est, en direction de Rudow.

## Architecture
La conception de la station, due à l'architecte Rainer G. Rümmler, est identique à celle de Lipschitzallee, sauf que les couleurs sont inversées.

## Historique
Elle est ouverte le 2 janvier 1970 lors de la mise en service d'un prolongement de la ligne entre Britz-Süd et Zwickauer Damm. Elle est reconstruite dans les années 2010 en même temps que le centre commercial Wutzky-Center avec lequel un lien direct est créé, ce qui permet de la rendre accessible aux personnes à mobilité réduite. Les travaux sont achevés au printemps 2016.

## Service des voyageurs

### Accueil
La station comprend un quai central accessible par deux bouches équipées d'ascenseurs et d'escaliers mécaniques.

### Desserte
Wutzkyallee est desservie par les rames circulant sur la ligne 7 du métro.

### Intermodalité
La station de métro n'a pas de correspondance avec des lignes de la BVG.